# Shelby (Alabama)
Shelby est un census-designated place situé dans l’État américain de l'Alabama, dans le comté de Shelby.

## Démographie
| 1880 | 1890 | 2010  | - | - | - |
| ---- | ---- | ----- | - | - | - |
| 567  | 753  | 1 044 | - | - | - |